# 島貴之
島 貴之（しま たかゆき）は、日本の演出家。
Potluck Theater代表。
2018年、石川県に移住後、金沢を拠点に活動している。利賀インター・ゼミ、石川県高文連演劇専門部演劇講習会にて講師を務める。

## 略歴
アメリカ合衆国シアトル生まれ、石川県金沢育ち。
1998年、NHKプロモーションアクターズゼミナール（本科）卒業。
2006年、劇団aji立ち上げ。
2013年、「紙風船」で利賀演劇人コンクール優秀演出家賞受賞。
2016年、東京芸術祭アジア舞台芸術人材育成部門・国際共同制作ワークショップに演出家として参加。
2017年、アジア演出家フェスティバル日本代表として「人形の家」を上演。
2022年、富山県南砺市利賀芸術公園にて、岸田國士「紙風船」を上演。

## 主な作品

### 舞台
- 滝ヶ原芸術祭参加作品「惷」国木田独歩　春の鳥より（演出・構成、2021年11月）
- 「うっかりキスをして〜DO EAT APPLES, EVE!〜」原作：マーク・トウェイン『イヴの日記』（福井公演、構成・演出、2021年12月）
- 令和4年度日本博主催・共催型プロジェクト 自然と共生する舞台芸術ーーー世界の未来へ向けて「紙風船」岸田國士（演出、2022年9月）
- 「うっかりキスをして〜DO EAT APPLES, EVE!〜」（三重公演、構成・演出、2022年12月）
- 「未来日記」ことば：北山桧羽（構成・演出、2023年3月）
- 文の京リーディングドラマ 文豪たちのことば ～文学作品×朗読×演劇～『露宿』作：泉鏡花（演出・構成、文京シビックホール、2023年）[2][3]